# Портус
Портус (на латински: Portus Romae) с пълното име Portus Ostiensis Augusti, по-късно Portus Romae е едно от древните пристанища (на лат.: Portus) до устието на Тибър, построено от император Клавдий през 42 г. Останките от него се намират на ок. 20 км югозападно от града между летището Рим-Фиумичино и северния ръкав на устието на Тибър.
До пристанището от Рим водел пътят Виа Портуензе (Via Portuensis, Via Portuense). Разположено е първо на 69 хектара и имал при входа на изкуствен остров морски фар. По пътя се трансопртирало по-лесно житото от Египет за Рим. От 103 г. император Траян разширява пристанището с 39 хектара и имало диаметър от 700 метра и канали. Така можели и най-големите тогава кораби да влизат в него и разтоварват стоката си. По брега се намирали големи складове, където днес има останки от термални бани, храмове и паркови входове.
Градът Портус се разраствал и след 300 година – по времето на император Константин Велики – градът имал 30 000 до 40 000 жители и става както Остия седалище на епископа на епископия Портус.
Константин построява за защита стена между Портус и Остия. Населението на Остия намалява значително след нападките от вандалите и сарацините. С изчезването на Римската империя Портус губи през 6 век своето значение.